# Jason Heyward
Jason Alias Heyward, znan tudi kot J-Hey in J-Hey-Kid, ameriški poklicni bejzbolist, * 9. avgust 1989, Ridgewood, New Jersey.
Heyward je poklicni igralec desnega zunanjega polja in je trenutno član moštva Chicago Cubs v Glavni bejzbolski ligi.
Pred sezono 2010 je bil nesporno najobetavnejši mladi igralec v ligi MLB. Kot takega so ga imenovali Baseball America, Keith Law iz ESPN.com in Jonathan Mayo iz MLB.com. Leta 2007 je bil po mnenju Baseball Americe najobetavnejši igralec organizacije Atlanta Braves, pa tudi najboljši izmed močnih odbijalcev in najbolje discipliniran odbijalec nižjih podružnic ekipe. 

## Liga MLB

### 2010
25. marca 2010 se je kot igralec desnega zunanjega polja prebil v prvo postavo moštva. Številko 22 nosi v poklon svojemu preminulemu srednješolskemu soigralcu in prijatelju Andyju Wilmotu.
5. aprila je v svojem prvem odbijalskem nastopu v ligi MLB met Carlosa Zambrana odbil za domači tek za tri teke, katerega razdalja je bila ocenjena na 144 m. Tako je postal 5. igralec v zgodovini moštva, ki mu je uspel tovrsten podvig, enako pa je leto pred njim storil še Jordan Schafer.